# Wybe Gerens
 (septembre 2021).
La mise en forme du texte ne suit pas les recommandations de Wikipédia : il faut le « wikifier ».
Les points d'amélioration suivants sont les cas les plus fréquents :
- Les titres sont pré-formatés par le logiciel. Ils ne sont ni en capitales, ni en gras.
- Le texte ne doit pas être écrit en capitales (les noms de famille non plus), ni en gras, ni en italique, ni en « petit »…
- Le gras n'est utilisé que pour surligner le titre de l'article dans l'introduction, une seule fois.
- L'italique est rarement utilisé : mots en langue étrangère, titres d'œuvres, noms de bateaux, etc.
- Les citations ne sont pas en italique mais en corps de texte normal. Elles sont entourées par des guillemets français : « et ».
- Les listes à puces sont à éviter, des paragraphes rédigés étant largement préférés. Les tableaux sont à réserver à la présentation de données structurées (résultats, etc.).
- Les appels de note de bas de page (petits chiffres en exposant, introduits par l'outil «  Source ») sont à placer entre la fin de phrase et le point final[comme ça].
- Les liens internes (vers d'autres articles de Wikipédia) sont à choisir avec parcimonie. Créez des liens vers des articles approfondissant le sujet. Les termes génériques sans rapport avec le sujet sont à éviter, ainsi que les répétitions de liens vers un même terme.
- Les liens externes sont à placer uniquement dans une section « Liens externes », à la fin de l'article. Ces liens sont à choisir avec parcimonie suivant les règles définies. Si un lien sert de source à l'article, son insertion dans le texte est à faire par les notes de bas de page.
- La présentation des références doit suivre les conventions bibliographiques. Il est recommandé d'utiliser les modèles {{Ouvrage}}, {{Chapitre}}, {{Article}}, {{Lien web}} et/ou {{Bibliographie}}. Le mode d'édition visuel peut mettre en forme automatiquement les références.
- Insérer une infobox (cadre d'informations à droite) n'est pas obligatoire pour parachever la mise en page.

Pour une aide détaillée, merci de consulter Aide:Wikification.
Si vous pensez que ces points ont été résolus, vous pouvez retirer ce bandeau et améliorer la mise en forme d'un autre article.
Wybe Gerens (néerlandais : Wiybbe Gerens, russe : Выбе Геренс) décédé le 3 (14) août 1713, est un capitaine néerlandais et constructeur de navires (korabel'nye master), au service de la Russie, de 1697 jusqu'à sa mort.

## Biographie
Pierre Ier le Grand rencontra Wybe Gerens lors de son premier voyage - la Grande Ambassade (1697-1698). Sous la direction de Wybe Gerens, Pierre travailla à la construction de la frégate de 26 et 32 canons Peter en Paul sur le chantier naval VOC à Oostenburg, pendant son séjour en Hollande à l'automne 1697 (le tsar travailla incognito à Zaandam; toutefois lorsque le bourgmestre Witsen (nl) d'Amsterdam, aussi directeur de la VOC, connut son identité, il lui offrit un lieu de travail tranquille sur la chantier de la VOC. Le tsar travailla pendant quatre mois comme charpentier sur le Peter en Paul, qui avait été installé spécialement pour lui. Le navire fut finalement affecté au port de Batavia le 30 novembre 1717).
A la même époque, le tsar invita Gerens à se mettre au service de la Russie en tant que maître des navires. Gerens accepta volontiers l'invitation du tsar et parti presque aussitôt pour la Russie avec son fils et assistant Peter Wybe Gerens; en 1697, ils arrivèrent à Voronej.
À Voronej, Gerens réussit à construire deux navires et deux yachts pour l'État jusqu'en 1703, puis il fut envoyé au chantier naval d'Olonets, où Gerens construisit trois frégates et une galiote. En 1706, au chantier naval de l'Amirauté de Saint-Pétersbourg, ils construisit également une autre frégate (« Dumkrat »), plusieurs navires de transports et deux prames.
Après en 1708, Pierre Ier décida de construire des navires et des frégates au chantier naval Solombala à Arkhangelsk pour accélérer la création de la flotte de la Baltique; Wybe Gerens et son fils y furent envoyés. Au chantier naval de Solombala, ils construisirent sept navires de 52 canons et deux frégates de 30 canons (Sankt-Piotr et Sankt-Pavel) pour la flotte de la Baltique. Après l'achèvement de la construction, les navires firent la jonction d'Arkhangelsk à Reval autour de la péninsule scandinave et, après être entrés dans la flotte de la Baltique, augmentèrent considérablement sa puissance de combat. « Wybe Gerens, comme tous les artisans hollandais de l'époque, était un constructeur naval pratique et il n'avait presque aucune connaissance théorique: il ne construisait des navires et d'autres navires que d'après des dessins prêts à l'emploi que Pierre Ier et Fedosey Sklyaev lui-même avaient développés pour lui. Le capitaine néerlandais se distingua par une diligence, une diligence et une minutie exceptionnelles dans la finition de tous les détails des navires qu'il construisit, et il a pu communiquer ces qualités à son fils Peter. » En 1713, le maître attrapa un rhume, tomba malade et le 3 (quatorze) août décéda. Wybe Gerens fut enterré au cimetière de Solombala. Deux navires de ligne commencés par Gerens (Uriel et Yagudiel), furent complétés par son fils Petrer Wybe Gerens. Par la suite, Peter a construit sur le même chantier naval deux autres navires identiques pour la flotte de la Baltique. Au total, les Gerens (père et fils) construitsirent jusqu'à 25 navires pour la flotte impériale, dont 11 navires et 7 frégates.

## Navires construits par Wybe Gerens
- Navire de ligne de 36 canons "Razjhennoe jelezo" (Разжённое железо (ru), 1701).
- Yacht "Sviataia Ekaterina" (Святая Екатерина, 1702).
- Yacht "Sviataia Natalia" (Святая Наталья, 1702).
- Navire de ligne de 62 canons " Voronezh " (Воронеж (ru), 1703).
- Frégate de 28 canons " Shtandart " (Штандарт, 1703).
- Frégate de 24 canons " Shlisselburg "(Шлиссельбург).
- Frégate de 24 canons " Petersburg "(Петербург).
- Frégate de 26 canons " Oliphant "(Олифант (ru)).
- Frégate de 26 canons " Dumkrat " (Думкрат (ru)).
- Frégate de 30 canons " Sviatoi Piotr " (Святой Пётр).
- Frégate de 30 canons " Sviatoi Pavel " (Святой Павел).
- Navire de ligne de 52 canons " Gabriel " (Гавриил (ru), 1713).
- Navire de 52 canons de ligne Raphael (Рафаил (ru), 1713).
- Navire de ligne de 52 canons " Archange Michael " (Архангел Михаи (ru), 1713).
- Navire de ligne de 52 canons " Uriel " (Уриил (ru), 1715).
- Navire de ligne de 52 canons " Yagudiel" (Ягудиил (ru), 1715).

## Cm. aussi
- Liste de navires de ligne de la flotte impériale russe (ru)
- Список кораблей Балтийского флота (1702—1725) (ru)

## Remarques
1. ↑  « De VOCsite : gegevens VOC-schip Peter en Paul (1697) », sur www.vocsite.nl (consulté le 4 octobre 2020)
2. ↑  Быховский И. А. Петровские корабелы. — L. : Судостроение, 1982. — С. 95.
3. 1 2 3 4  Быховский И. А. Петровские корабелы. — L. : Судостроение, 1982. — С. 96.
4. ↑  « Военно-морской флот России »